# Pietroasa (Timiș)
Pietroasa (in ungherese Kőfalu) è un comune della Romania di 1107 abitanti, ubicato nel distretto di Timiș, nella regione storica del Banato. 
Il comune è formato dall'unione di 4 villaggi: Crivina de Sus, Fărășești, Pietroasa, Poieni.
Di un certo interesse è la chiesa lignea ortodossa dedicata all'Assunzione di Maria (Adormirea Maicii Domnului), costruita nel 1779.